# Ararate (cidade)
Ararate (em armênio: Արարատ; romaniz.: Ararat) é uma cidade da província de Ararat, na Arménia, localizada 42 km (26 mi) ao sudeste de Erevã. Foi fundada oficialmente em 1920 como Davalu, e renomeada Ararat em 1947.

## Economia

### Controvérsia sobre a Ararat Gold Company

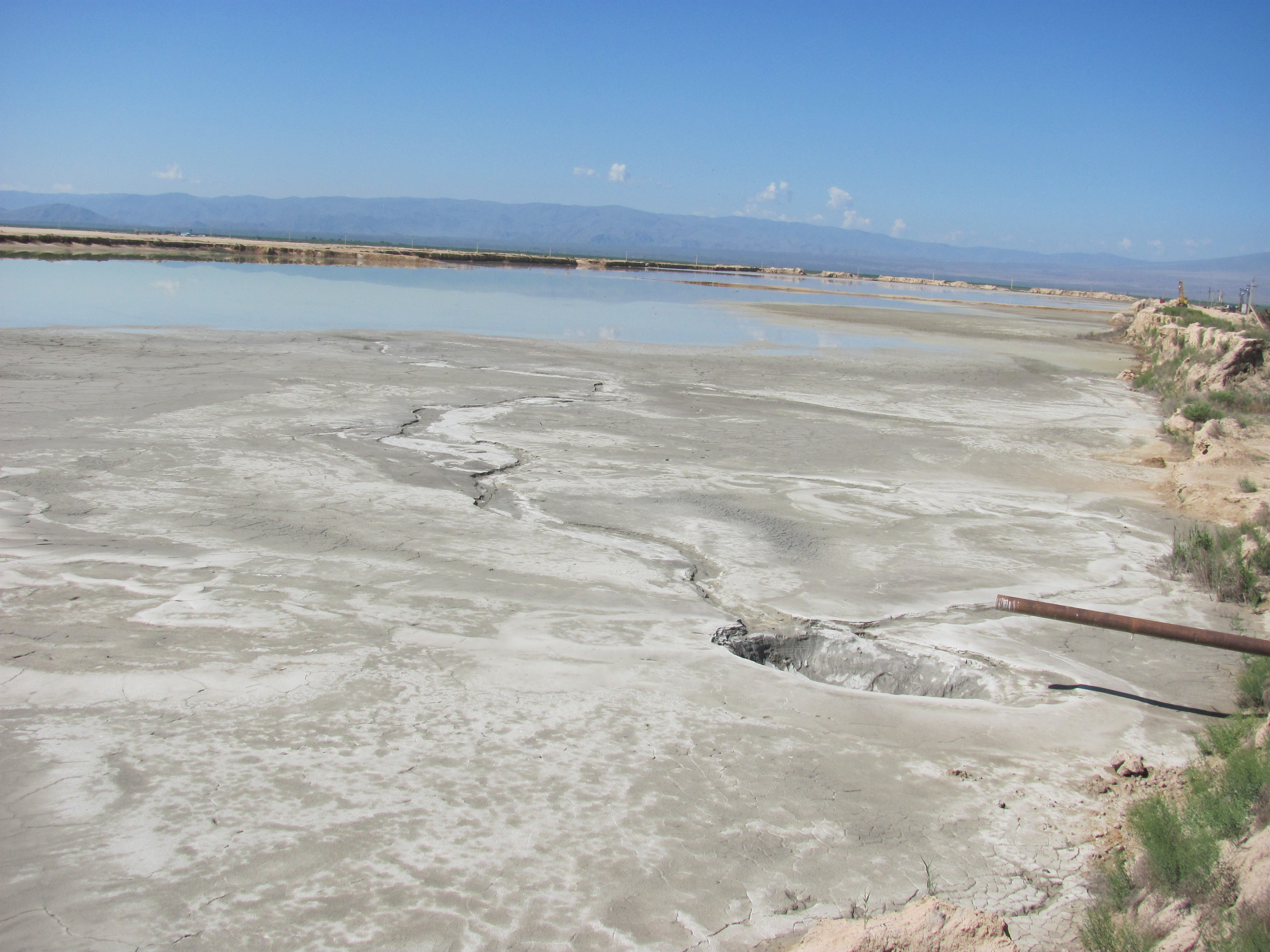
Uma visão geral do enorme despejo de rejeitos tóxicos da instalação de processamento de ouro Ararate

Além das diversas empresas com base na fabricação de materiais de construção, a cidade também abriga a Ararat Gold Recovery Company (AGRC) que extrai ouro do minério bruto enviado da mina de ouro em Sotk que é 20
 quilômetros (12 milhas) leste de lago Sevã. Cerca de 0,46 gramas de ouro é extraído de cada tonelada de areia descoberta nas minas. O processo de extração envolve primeiro a pulverização da matéria-prima, e, em seguida, filtrando o ouro mediante um processo químico com emprego de nitratos e cianetos.
O subproduto pastoso do processo químico é simultaneamente tóxico e radioativo, sendo coletado em uma barragem de rejeitos. Houve numerosos casos de morte de animais nas proximidades da área da usina. Além disso, entre os anos de 2003 e 2008, houve pelo menos 10 acidentes na usina, alguns dos quais resultaram na descarga do caldo de cianeto nas vizinhas terras agrícolas e em áreas de pesca, matando o gado e reduzindo drasticamente o estoque de peixes.

## Relações Internacionais

### Cidades gêmeas - Cidades-irmãs
Ararate é geminada com
- Bussy-Saint-Georges, desde 7 de agosto de 2009[4]